# 羅哈奇夫 (日托米爾州)
50°24′40″N 27°43′5″E / 50.41111°N 27.71806°E
羅哈奇夫（烏克蘭語：Рогачів），是烏克蘭中部日托米爾州的村落，由茲維亞赫爾區的巴拉尼夫卡市鎮所轄，距離茲維亞赫爾約22公里，始建於1577年，面積36.9平方公里，海拔高度208米，2001年人口1,025，人口密度每平方公里27.78人。